# Ecografia toracica
L'Ecografia Toracica (ET) è una metodica di studio per immagini del torace che si avvale di sonde ecografiche di superficie: convex e lineari, analoghe a quelle impiegate per lo studio dell'addome o della tiroide.
Si tratta dell'applicazione al torace della comune ecografia, richiede particolari accorgimenti di esecuzione e competenza specifica soprattutto per la abbondanza in questa sede anatomica di due elementi che tradizionalmente ostacolano l'ecografia: l'osso della gabbia toracica e l'aria del polmone.

## Definizione
Non vengono considerate parte dell'ET l'ecografia transesofagea né l'ecografia endobronchiale che sfruttano sonde endocavitarie dedicate. Non viene altresì considerata insieme all'ET l'ecocardiografia, che utilizza sonde di superficie ma con caratteristiche tecniche peculiari e che rappresenta una tecnica diagnostica ultraspecialistica, dotata di una semeiotica propria e appannaggio dello specialista cardiologo.
Lo studio ecografico del torace, rispetto allo studio ecografico di altri distretti corporei, si caratterizza per l'abbondanza con cui nel torace sono rappresentati elementi come l'osso (gabbia toracica) e l'aria (polmoni) tradizionalmente che notoriamente ostacolano la diagnostica ecografica. L'osso infatti assorbe gli ultrasuoni quasi completamente, rendendo impossibile visualizzare le strutture sottostanti. L'aria invece riflette quasi tutto il fascio di ultrasuoni impedendone la penetrazione in profondità e determinando grossolani effetti di riverberazione.

## Storia
L'ET ha una storia relativamente breve. Le prime segnalazioni di impiego dell'ecografia per la diagnosi dei versamenti pleurici sono infatti comparse attorno al 1960 e, nel decennio immediatamente successivo, gli studi convincenti erano già molti, alcuni concernenti anche le procedure di toracentesi. In quegli anni, comparvero le prime, pionieristiche segnalazioni di reperimento ecografico di lesioni solide intratoraciche (Hirsch e Cunningham) che hanno segnato la nascita di un'ecografia del torace (e degli addensamenti polmonari) che, sebbene non competitiva con l'allora imperante radiografia e la nascente tomografia computerizzata, consentiva applicazioni diagnostiche e interventistiche collaterali o complementari, che divennero patrimonio di alcuni pneumologi ed internisti.
La diagnosi ecografica di Pneumotorace nacque oltre 20 anni fa, quando per la prima volta venne posta particolare attenzione ad eseguire scansioni toraciche alla ricerca di un segno che più che morfologico era e rimane dinamico, e cioè lo sliding pleurico, il movimento del piano pleurico la cui natura è prevalentemente artefattuale (cioè è un riflesso acustico).
Curiosamente questa innovazione diagnostica si sviluppò da esperienze veterinarie, nel momento in cui Rantanen descrisse l'assenza dello sliding pleurico come reperto ecografico di Pneumotorace nel cavallo, proponendo una metodica di medicina veterinaria già in uso da alcuni anni. L'anno successivo (1987) Wernecke pubblicò uno studio sull'uomo, identificando l'assenza dello sliding in otto soggetti con evidenza radiologica di questa patologia. Da quella data fino al 1996 sono comparsi in letteratura una decina di studi clinici che hanno coinvolto una popolazione complessiva di oltre 130 pazienti, permettendo di puntualizzare i segni ecografici di Pneumotorace. Ma è negli ultimi cinque anni che le esperienze di ecografia dello Pneumotorace si sono moltiplicate, coinvolgendo oltre 1500 pazienti e definendo l'eccellente accuratezza diagnostica dell'ecografia verso questa patologia.
Si può dire che l'ecografia dello pneumotorace, superando l'”horror” dell'aria che pervadeva gli ecografisti, ha introdotto una comprensione più coerente, e maggiormente utile, del mondo degli artefatti del polmone.
Dopo segnalazioni sporadiche, pionieristiche e non sviluppate, nel 1997 Lichtenstein osservò che il polmone con patologia interstiziale (in particolare con edema) mostrava immagini ecografiche caratteristiche che vennero chiamate, con un termine discutibile (e discusso), “comet tails”. Queste immagini, poi definite Linee B, hanno segnato certamente lo sviluppo dell'ecografia del polmone fino ad oggi. In effetti, la dicotomia Linee A (normali) e Linee B (patologiche) sembrò subito estremamente accattivante dal punto di vista diagnostico, e mostrò, in questo inizio di secolo, che quote non banali di patologia polmonare (specialmente d'urgenza) potevano lasciare un indizio costituito dalla presenza di Linee B. Ciò fece peraltro capire che l'ecografia del polmone in larga parte è una particolare ecografia (forse nemmeno “ecografia”), cioè un'ecografia del non reale, un'ecografia di artefatti.
Attualmente l'ET è in attesa di una sistematizzazione maggiormente coerente del suo contenuto scientifico ed operativo, tale da renderla a pieno titolo una modalità di diagnosi largamente accettata e certamente elettiva in particolari settings (come la medicina d'urgenza e la terapia intensiva).

## Applicazioni
L'ET permette agevolmente di studiare i tessuti molli della parete toracica: lesioni solide e raccolte liquide. Lo studio dei tessuti molli della parete toracica non incontra particolari problematiche metodologiche ed è simile allo studio dei tessuti molli delle altre parti del corpo. Diversa è peraltro la patologia che riconosce alcune entità nosologiche peculiari (elastofibroma del dorso, lipomatosi della parete toracica, alcune fibromatosi extra-addominali, tumori neurogeni dei nervi intercostali o delle radici dei nervi spinali). Lo studio dei linfonodi della parete toracica può essere utile nella stadiazione e nel follow up dei tumori della mammella.
Nel cancro del polmone l'ET può individuare l'invasione della parete toracica: aspetto che, se presente, modifica sensibilmente la stadiazione e l'approccio terapeutico alla malattia. In questa applicazione l'ET potrebbe essere superiore alla tomografia computerizzata che incontra dei limiti nella valutazione dell'estensione alla parete toracica. Le ossa che compongono la gabbia toracica (scapole, coste, sterno, etc.) sono in gran parte piatte, con superfici corticali abbastanza ampie per essere studiate con l'ET. Con sonde ad alta frequenza e la conoscenza di alcuni particolari aspetti semeiologici ("fenomeno del faro") è facile individuare eventuali fratture ma si possono diagnosticare anche processi osteolitici ed osteomieliti.
Di una certa utilità può essere lo studio di certe condizioni che interessano il diaframma: da alcune ernie iatali a condizioni che alterino la mobilità diaframmatica.
Lo studio della patologia pleurica, l'individuazione di un pneumotorace, la diagnosi e la valutazione quali-quantitativa dei versamenti, costituiscono le applicazioni più antiche e più note dell'ET. L'ET è sensibilissima nella diagnosi di piccoli versamenti e permette di quantificare il versamento pleurico.
Se il polmone sano non è visibile ecograficamente, il polmone malato è spesso privo del proprio contenuto aereo, perché in parte collassato o riempito di liquido e può essere esplorato ecograficamente. Si possono quindi diagnosticare polmoniti, atelettasie, contusioni polmonari. L'aspetto ecografico e la presenza di aspetti semeiologici peculiari (broncogramma aereo, broncogramma fluido, alveologramma fluido superficiale) alcuni dei quali sfruttano le dinamicità propria dell'ecografia (broncogramma aereo dinamico) indirizzano la diagnosi di natura. La possibilità di misurare con precisione l'estensione dei processi patologici e di ripetere le misurazioni in esami successivi giustifica l'impiego dell'ET nel monitoraggio dell'evoluzione dei processi patologici.
Questa possibilità è particolarmente interessante in campo pediatrico o nella donna in gravidanza, laddove è doveroso limitare l'impiego della radiologia per ragioni di radioprotezione. Si deve a tal proposito considerare che lo studio longitudinale delle patologie polmonari spesso richiede che gli esami radiologici vengano ripetuti varie volte e le dosi assorbite dai pazienti possono diventare significative. Lo studio dei particolari artefatti determinati dall'aria alveolare e dall'eventuale ispessimento dei setti interstiziali ha recentemente aperto la strada allo studio ecografico della patologia interstiziale del polmone (edema polmonare, polmoniti interstiziali, interstiziopatia). È stato anche proposto di impiegare questa metodica nell'ARDS e nei neonati colpiti da RDS, limitando il ricorso alla radiologia (e alla tomografia computerizzata) in questi pazienti particolarmente radiosensibili per motivi anagrafici.
L'ET può essere utile per un approccio "problem solving" al dolore toracico aiutando a distinguere tra cause legate a patologie della parete toracica (come fratture costali traumatiche e patologiche, ascessi e lesioni solide della parete toracica), pleuriche (pneumeotoraci, pleuriti, etc.) e polmonari (polmoniti, etc.). Inoltre l'ET apporta informazioni complementari alla radiologia tradizionale. Ad esempio nel caso di un emitorace che appare opaco alla radiologia tradizionale, l'ET permette di differenziare tra contenuto liquido e solido, di quantificare le due componenti e di ottenere informazioni utili alla diagnosi.
La utilità dell'ET è riconosciuta anche nel campo dell'emergenza-urgenza, in quanto permette una valutazione rapida ed approfondita, delle principali patologie toraciche in questo settore.

## Tecnica di esecuzione
L'esame si avvale delle sonde ecografiche ampiamente utilizzate per lo studio dell'addome e dei tessuti molli e del gel classicamente adoperato per le ecografie. L'approccio ecografico deve essere mirato al quesito diagnostico. Lo studio del polmone richiede scansioni intercostali, trasversali e longitudinali e deve essere condotto con approccio sistematico, lungo le linee parasternali, emiclaveari, ascellari, interscapolari e paravertebrali. Il decubito e la posizione del paziente, quando le condizioni cliniche lo permettano deve essere modificato al fine di allargare al massimo gli spazi intercostali. Sono previste anche scansioni sottoxifoidee, sovraclacicolari, soprasternali per lo studio del mediastino e degli apici polmonari.

## Limiti
Come tutte le applicazioni ecografiche è operatore dipendente.
Esistono due grandi limiti dell'ET: l'enfisema sottocutaneo e le lesioni polmonari che non raggiungono la pleura.
L'enfisema sottocutaneo è diagnosticato dall'ET che mostra segni inconfondibili (assenza del "bat sign", "linee E", "linee W"), tuttavia impedisce la visualizzazione delle strutture sottostanti in quanto riflette la massima parte del fascio ultrasonoro.
Le lesioni che non affiorano alla pleura possono essere misconosciute anche se in genere lesioni ilari o "centrali" danno almeno indirettamente segno di sé all'ET (edema interstiziale, versamenti o atelettasia).